# Phyllachora helvetica
Phyllachora helvetica är en svampart som beskrevs av Fuckel 1870. Phyllachora helvetica ingår i släktet Phyllachora och familjen Phyllachoraceae.   Inga underarter finns listade i Catalogue of Life.